# Costaveenia
Costaveenia is een geslacht van uitgestorven kreeftachtigen uit de klasse van de Ostracoda (mosselkreeftjes).

## Soorten
- Costaveenia bidentifera (Veen, 1936) Gruendel, 1968 †
- Costaveenia delicatula Pokorny, 1981 †
- Costaveenia fallax Pokorny, 1981 †
- Costaveenia propinqua (Bosquet, 1854) Gruendel, 1974 †
- Costaveenia punctata Singh & Pornal, 1989 †
- Costaveenia salzbergensis Gruendel, 1968 †
- Costaveenia soukupi Pokorny, 1981 †
- Costaveenia striatocostata (Bosquet, 1854) Gruendel, 1968 †
- Costaveenia torosa (Apostolescu, 1963) Gruendel, 1974 †
- Costaveenia tridentata (Veen, 1936) Gruendel, 1968 †